# Chico (calciatore 1995)
Francisco da Costa Aragão, meglio noto come Chico (Taquari, 5 maggio 1995), è un calciatore brasiliano, attaccante del Mirassol.

## Carriera
Ha iniziato la carriera nell'Atlético Paranaense, dove però non ha mai esordito. Ha giocato nelle serie minori del campionato brasiliano fino al 2017, quando si è trasferito ai messicani dell'Inter Playa del Carmen, che l'anno successivo l'hanno ceduto in prestito al Venados, formazione della seconda divisione messicana. Rientrato dal prestito, all'inizio del 2019 viene acquistato dall'Atlante, giocando per una stagione e mezza nella seconda divisione messicana. Nel luglio 2020 si trasferisce al Querétaro, società della massima serie messicana. Qui rimane fino al 2021, quando si accasa ai paraguaiani del Sol de América, mettendosi in mostra grazie alle 8 reti realizzate su 16 presenze in campionato. Per la stagione 2022 si accasa ai boliviani del Bolívar, con il quale debutta anche nelle competizioni sudamericane.

## Statistiche

### Presenze e reti nei club
Statistiche aggiornate al 18 febbraio 2022.
| Stagione        | Squadra         | Campionato      | Campionato | Campionato | Coppe nazionali | Coppe nazionali | Coppe nazionali | Coppe continentali | Coppe continentali | Coppe continentali | Altre coppe | Altre coppe | Altre coppe | Totale | Totale |
| Stagione        | Squadra         | Comp            | Pres       | Reti       | Comp            | Pres            | Reti            | Comp               | Pres               | Reti               | Comp        | Pres        | Reti        | Pres   | Reti   |
| --------------- | --------------- | --------------- | ---------- | ---------- | --------------- | --------------- | --------------- | ------------------ | ------------------ | ------------------ | ----------- | ----------- | ----------- | ------ | ------ |
| 2015            | Inter de Lages  | PD/SC           | 2          | 1          |                 | -               | -               |                    | -                  | -                  |             | -           | -           | 2      | 1      |
| 2015            | Tombense        | C               | 4          | 0          |                 | -               | -               |                    | -                  | -                  |             | -           | -           | 4      | 0      |
| 2016            | São José-RS     | PD/RS+D         | 7+4        | 1+0        |                 | -               | -               |                    | -                  | -                  |             | -           | -           | 11     | 1      |
| gen.-giu. 2018  | Venados         | AMX             | 9          | 1          | CM              | 2               | 1               |                    | -                  | -                  |             | -           | -           | 11     | 2      |
| gen.-giu. 2019  | Atlante         | AMX             | 5          | 0          | CM              | 3               | 1               |                    | -                  | -                  |             | -           | -           | 8      | 1      |
| 2019-2020       | Atlante         | AMX             | 16         | 3          | CM              | 2               | 0               |                    | -                  | -                  |             | -           | -           | 18     | 3      |
| Totale Atlante  | Totale Atlante  | Totale Atlante  | 21         | 3          |                 | 5               | 1               |                    | -                  | -                  |             | -           | -           | 26     | 4      |
| 2020-2021       | Querétaro       | LMX             | 13         | 1          |                 | -               | -               |                    | -                  | -                  |             | -           | -           | 13     | 1      |
| 2021            | Sol de América  | DP              | 16         | 8          |                 | -               | -               |                    | -                  | -                  |             | -           | -           | 16     | 8      |
| 2022            | Bolívar         | LFPB            | 2          | 3          |                 | -               | -               | CL                 | 2                  | 2                  |             | -           | -           | 4      | 5      |
| Totale carriera | Totale carriera | Totale carriera | 78         | 18         |                 | 7               | 2               |                    | 2                  | 2                  |             | -           | -           | 87     | 22     |